# Maison de Saxe-Cobourg et Gotha-Koháry
 (octobre 2024).
Si vous disposez d'ouvrages ou d'articles de référence ou si vous connaissez des sites web de qualité traitant du thème abordé ici, merci de compléter l'article en donnant les références utiles à sa vérifiabilité et en les liant à la section « Notes et références ».
 (octobre 2024).
La maison de Saxe-Cobourg et Gotha-Koháry est la branche cadette catholique de la maison de Saxe-Cobourg et Gotha, fondée après le mariage du prince Ferdinand de Saxe-Cobourg-Gotha et de la princesse Antoinette de Koháry. Parmi ses descendants se trouvaient les quatre derniers rois de Portugal (Pierre V, Louis Ier, Charles Ier, Manuel II) et les trois derniers tsars de Bulgarie (Ferdinand Ier, Boris III, Siméon II). Après le changement des lois de succession par Siméon II, le chef actuel de la maison est sa sœur la princesse Marie-Louise de Bulgarie, princesse de Koháry.

## Histoire
Après le mariage du prince Ferdinand de Saxe-Cobourg-Gotha et de la princesse Antoinette de Koháry en janvier 1816 et la mort de son beau-père, le prince Ferencz József Koháry de Csábrág, en 1826, le prince Ferdinand hérita du domaine princier hongrois de Koháry et se convertit au catholicisme.
Les descendants de cette branche épousèrent une reine régnante de Portugal, une princesse impériale du Brésil, une archiduchesse d'Autriche, une princesse royale française, une princesse royale de Belgique et une princesse royale de Saxe. Un descendant de cette branche, également nommé Ferdinand, devint prince régnant, puis tsar, de Bulgarie, et ses descendants continuèrent à y régner jusqu'en 1946. L'actuel chef de la maison de Bulgarie, l'ancien tsar Siméon II qui fut déposé et exilé après la Seconde Guerre mondiale, porte le nom de Siméon Sakskoburggotski. Il a été Premier ministre de Bulgarie de 2001 à 2005, ce qui fait de lui l'un des deux seuls anciens monarques à être devenus chefs de gouvernement grâce à des élections démocratiques. Le réalisateur bulgare Andrey Paounov a consacré un documentaire intitulé The Boy Who Was a King, retraçant le retour de Siméon II en Bulgarie, son élection comme Premier ministre et ses années au gouvernement.
Le prince Ferdinand et la princesse Antoinette ont eu quatre enfants, tous élevés dans la foi catholique :
- Ferdinand (1816-1885), époux de la reine Marie II de Portugal ;
- Auguste (1818-1881), père du roi Ferdinand Ier de Bulgarie ;
- Victoria (1822-1857), épouse du prince Louis d'Orléans, duc de Nemours ;
- Léopold (1824-1884).